# سوته (فریدون‌کنار)
روستای سوته یکی از روستاهای شهرستان فریدونکنار واقع در بخش مرکزی استان مازندران بوده که به علت وسعت زیاد، مرکزدهستان باریک رود شهرستانفریدونکنار نیز می‌باشد. برپایهٔ آخرین سرشماری مرکز آمار ایراندر سال ۱۳۸۵خورشیدی،.
این روستا  ۱،۵۸۵  نفر جمعیت دارد..
تپه قلاع کتی ازآثارباستانی آن می‌باشد که هنوز در آن نمایان است. ازدیگرآثارباستانی آن حمام سوته است که مربوط به دوره قاجار بوده که این اثر در تاریخ ۲۷ آبان ۱۳۸۶ با شمارهٔ ثبت ۲۰۲۷۸ به‌عنوان یکی از آثار ملی ایران به ثبت رسیده است همچنین آب بندانهای بزرگ و کوچک در بخش جنوبی و جنگل و دامگاه ها صید پرندگان در قسمت شمالی این روستا واقع شده است که جاذبه های توریستی این روستا به حساب می آیند.